# Waalse Pijl
De Waalse Pijl (Frans: La Flèche Wallonne) is een Belgische wielerklassieker, die sedert 1936 in Wallonië verreden wordt. Sinds 1998 is er ook een koers voor vrouwen.

## Organisatie
In de jaren 50 en 60 vormde de wedstrijd samen met Luik-Bastenaken-Luik het Ardens wielerweekend, waarover ook een gezamenlijk klassement werd opgemaakt. Later werd de Waalse Pijl naar een weekdag verplaatst en wordt een dergelijk klassement nog slechts officieus opgemaakt. De wedstrijd maakte deel uit van de Challenge Desgrange-Colombo en de Super Prestige Pernod. Vanaf 2005 was de Waalse Pijl drie jaar onderdeel van de UCI ProTour en vanaf 2008 van de Historische kalender. Vanaf 2011 behoort hij tot de UCI World Tour.
De organisatie van de wedstrijd is in handen van de Amaury Sport Organisation (ASO), die ook de Ronde van Frankrijk organiseert.

## Parcours
De wedstrijd kende in de loop der jaren verschillende start- en finishplaatsen. Sedert 1983 is Hoei de vaste finishplaats, alwaar de beruchte Muur van Hoei als scherprechter fungeert, omdat de aankomst boven op deze steile helling gesitueerd is (sinds 1985).
| Vertrek    | Aankomst   | Jaar       |
| ---------- | ---------- | ---------- |
| Doornik    | Luik       | 1936–1938  |
| Bergen     | Luik       | 1939, 1941 |
| Bergen     | Marcinelle | 1942–1944  |
| Bergen     | Charleroi  | 1945       |
| Bergen     | Luik       | 1946–1947  |
| Charleroi  | Luik       | 1948–1959  |
| Luik       | Charleroi  | 1960–1964  |
| Luik       | Marcinelle | 1965–1971  |
| Verviers   | Marcinelle | 1972–1973  |
| Verviers   | Verviers   | 1974–1978  |
| Esneux     | Marcinelle | 1979       |
| Bergen     | Spa        | 1980       |
| Spa        | Bergen     | 1981       |
| Charleroi  | Spa        | 1982       |
| Hoei       | Hoei       | 1983–1985  |
| Spa        | Hoei       | 1986–1987  |
| Hoei       | Hoei       | 1988–1996  |
| Spa        | Hoei       | 1997       |
| Charleroi  | Hoei       | 1998–2012  |
| Binche     | Hoei       | 2013       |
| Bastenaken | Hoei       | 2014       |
| Borgworm   | Hoei       | 2015       |
| Marche     | Hoei       | 2016       |
| Binche     | Hoei       | 2017       |
| Seraing    | Hoei       | 2018       |
| Ans        | Hoei       | 2019       |
| Herve      | Hoei       | 2020, 2023 |
| Charleroi  | Hoei       | 2021, 2024 |
| Blegny     | Hoei       | 2022       |
| Ciney      | Hoei       | 2025       |

## Mannen

### Erelijst

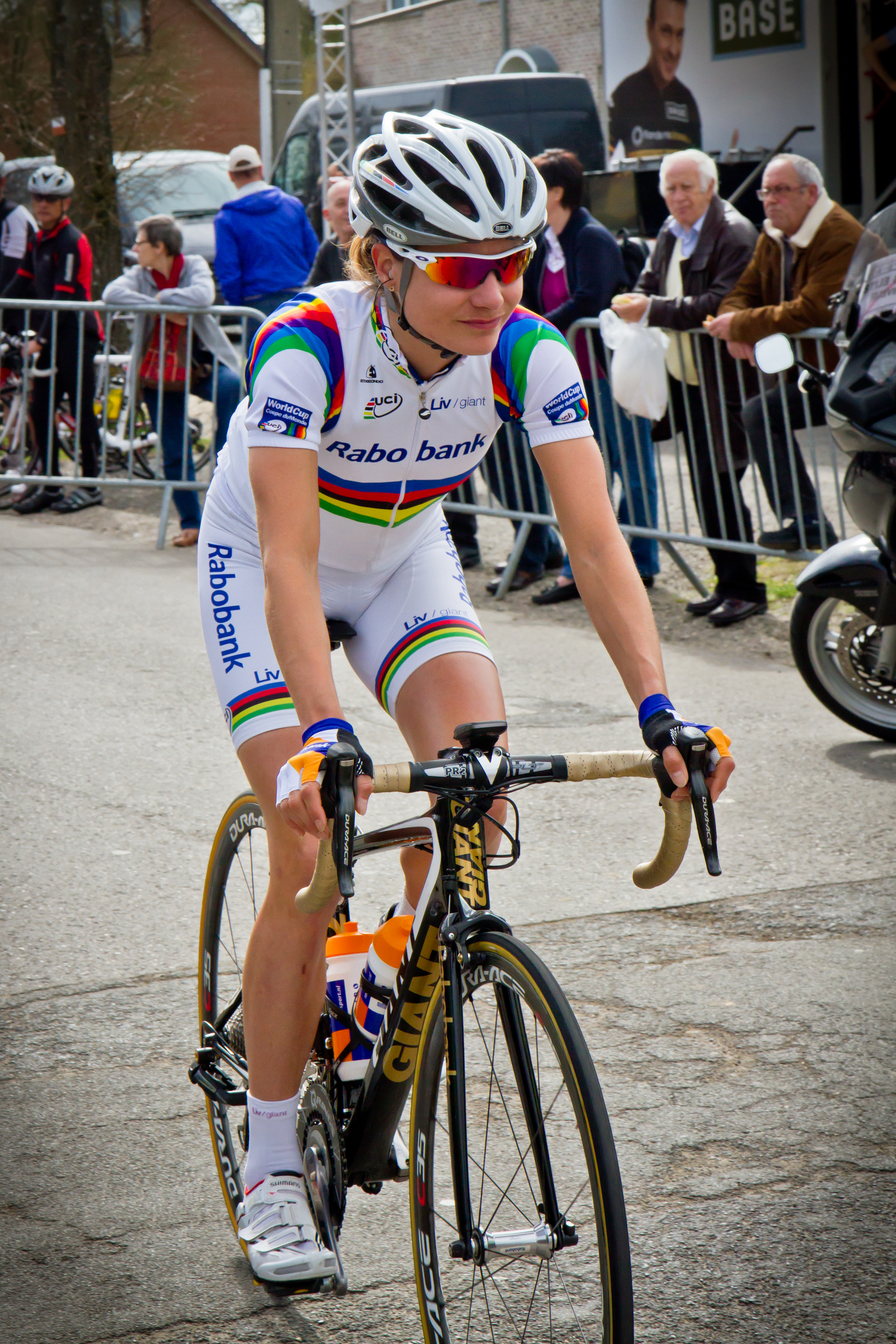
Marianne Vos won in 2013 voor de vijfde maal de Waalse Pijl.

#### Meervoudige winnaars
| Overwinningen | Renner              | Land        | Jaren                        |
| ------------- | ------------------- | ----------- | ---------------------------- |
| 5             | Alejandro Valverde  | Spanje      | 2006, 2014, 2015, 2016, 2017 |
| 3             | Marcel Kint         | België      | 1943, 1944, 1945             |
| 3             | Eddy Merckx         | België      | 1967, 1970, 1972             |
| 3             | Moreno Argentin     | Italië      | 1990, 1991, 1994             |
| 3             | Davide Rebellin     | Italië      | 2004, 2007, 2009             |
| 3             | Julian Alaphilippe  | Frankrijk   | 2018, 2019, 2021             |
| 2             | Ferdi Kübler        | Zwitserland | 1951, 1952                   |
| 2             | Stan Ockers         | België      | 1953, 1955                   |
| 2             | Rik Van Steenbergen | België      | 1949, 1958                   |
| 2             | André Dierickx      | België      | 1973, 1975                   |
| 2             | Bernard Hinault     | Frankrijk   | 1979, 1983                   |
| 2             | Claude Criquielion  | België      | 1985, 1989                   |
| 2             | Laurent Jalabert    | Frankrijk   | 1995, 1997                   |
| 2             | Tadej Pogačar       | Slovenië    | 2023, 2025                   |

#### Overwinningen per land
| Overwinningen | Land                                                                              |
| ------------- | --------------------------------------------------------------------------------- |
| 39            | België                                                                            |
| 18            | Italië                                                                            |
| 11            | Frankrijk                                                                         |
| 8             | Spanje                                                                            |
| 3             | Zwitserland                                                                       |
| 2             | Denemarken, Slovenië                                                              |
| 1             | Australië, Duitsland, Luxemburg, Nederland, Verenigd Koninkrijk, Verenigde Staten |

## Vrouwen

### Erelijst

#### Meervoudige winnaressen
| Overwinningen | Renner               | Land                | Jaren                                    |
| ------------- | -------------------- | ------------------- | ---------------------------------------- |
| 7             | Anna van der Breggen | Nederland           | 2015, 2016, 2017, 2018, 2019, 2020, 2021 |
| 5             | Marianne Vos         | Nederland           | 2007, 2008, 2009, 2011, 2013             |
| 3             | Fabiana Luperini     | Italië              | 1998, 2001, 2002                         |
| 3             | Nicole Cooke         | Verenigd Koninkrijk | 2003, 2005, 2006                         |

#### Overwinningen per land
| Overwinningen | Land                                       |
| ------------- | ------------------------------------------ |
| 14            | Nederland                                  |
| 4             | Italië, Verenigd Koninkrijk                |
| 2             | Frankrijk                                  |
| 1             | Canada, Duitsland, Polen, Verenigde Staten |

Côte de Bellaire · Côte de Ahin · Muur van Hoei · Côte d'Ereffe · Côte de Bohissau · Côte de Bousalle

Voormalige beklimmingen: Côte de Thon · Côte de Bonneville · Côte de Peu d'Eau · Côte de Haut-Bois · Côte de Groynne · Côte d'Amay · Côte de Villers-le-Bouillet
1936 · 1937 · 1938 · 1939 · 1940 · 1941 · 1942 · 1943 · 1944 · 1945 · 1946 · 1947 · 1948 · 1949 · 1950 · 1951 · 1952 · 1953 · 1954 · 1955 · 1956 · 1957 · 1958 · 1959 · 1960 · 1961 · 1962 · 1963 · 1964 · 1965 · 1966 · 1967 · 1968 · 1969 · 1970 · 1971 · 1972 · 1973 · 1974 · 1975 · 1976 · 1977 · 1978 · 1979 · 1980 · 1981 · 1982 · 1983 · 1984 · 1985 · 1986 · 1987 · 1988 · 1989 · 1990 · 1991 · 1992 · 1993 · 1994 · 1995 · 1996 · 1997 · 1998 · 1999 · 2000 · 2001 · 2002 · 2003 · 2004 · 2005 · 2006 · 2007 · 2008 · 2009 · 2010 · 2011 · 2012 · 2013 · 2014 · 2015 · 2016 · 2017 · 2018 · 2019 · 2020 · 2021 · 2022 · 2023 · 2024 · 2025 · 2026
Lijst van beklimmingen
2011 · 2012 · 2013 · 2014 · 2015 · 2016 · 2017 · 2018 · 2019 · 2020 · 2021 · 2022 · 2023 · 2024 · 2025
Tour Down Under · Great Ocean Road Race · Ronde van de Verenigde Arabische Emiraten · Omloop Het Nieuwsblad · Strade Bianche · Parijs-Nice · Tirreno-Adriatico · Milaan-San Remo · Ronde van Catalonië · Driedaagse Brugge-De Panne · E3 Harelbeke · Gent-Wevelgem · Dwars door Vlaanderen · Ronde van Vlaanderen · Ronde van het Baskenland · Parijs-Roubaix · Amstel Gold Race · Waalse Pijl · Luik-Bastenaken-Luik · Ronde van Romandië · Eschborn-Frankfurt · Ronde van Italië · Critérium du Dauphiné · Ronde van Zwitserland · Copenhagen Sprint · Ronde van Frankrijk · Clásica San Sebastián · Ronde van Polen · BEMER Cyclassics · Renewi Tour · Ronde van Spanje · Bretagne Classic · GP van Québec · GP van Montréal · Ronde van Lombardije · Ronde van Guangxi
World Cup:
1998 · 
1999 · 
2000 · 
2001 · 
2002 · 
2003 · 
2004 · 
2005 · 
2006 · 
2007 · 
2008 · 
2009 · 
2010 · 
2011 · 
2012 · 
2013 · 
2014 · 
2015
World Tour:
2016 · 
2017 · 
2018 · 
2019 · 
2020 · 
2021 ·
2022 ·
2023 ·
2024 ·
2025
Huidige koersen:
Tour Down Under · Cadel Evans Great Ocean Road Race · Ronde van de Verenigde Arabische Emiraten · Omloop Het Nieuwsblad · Strade Bianche · Ronde van Drenthe · Trofeo Alfredo Binda · Classic Brugge-De Panne · Gent-Wevelgem · Ronde van Vlaanderen · Parijs-Roubaix · Amstel Gold Race · Waalse Pijl · Luik-Bastenaken-Luik · Ronde van Chongming · Ronde van het Baskenland · Ronde van Burgos · RideLondon-Surrey Classic · The Women's Tour · Ronde van Zwitserland · Giro Donne · Tour de France Femmes · Ronde van Scandinavië · Bretagne Classic · Simac Ladies Tour · La Vuelta Femenina · Ronde van Romandië · Ronde van Guangxi
Voormalige koersen:
Philadelphia Cycling Classic · Ronde van Californië · Emakumeen Bira · La Course by Le Tour de France · Open de Suède Vårgårda